# Salzburg–Tirol-vasútvonal
A Salzburg–Tirol-vasútvonal egy 191 km hosszú, 15 kV, 16,7 Hz-cel villamosított, kétvágányú, normál nyomtávolságú vasútvonal Ausztriában Salzburg és Wörgl között.
Az első szakasz építése 1873-ban kezdődött, a teljes vonal 1875-ben lett kész, a második vágány építése 1915-ben fejeződött be. A vonal villamosítása 1925-ben kezdődött, és 1935-re adták át a teljes vonalat.

## Képek

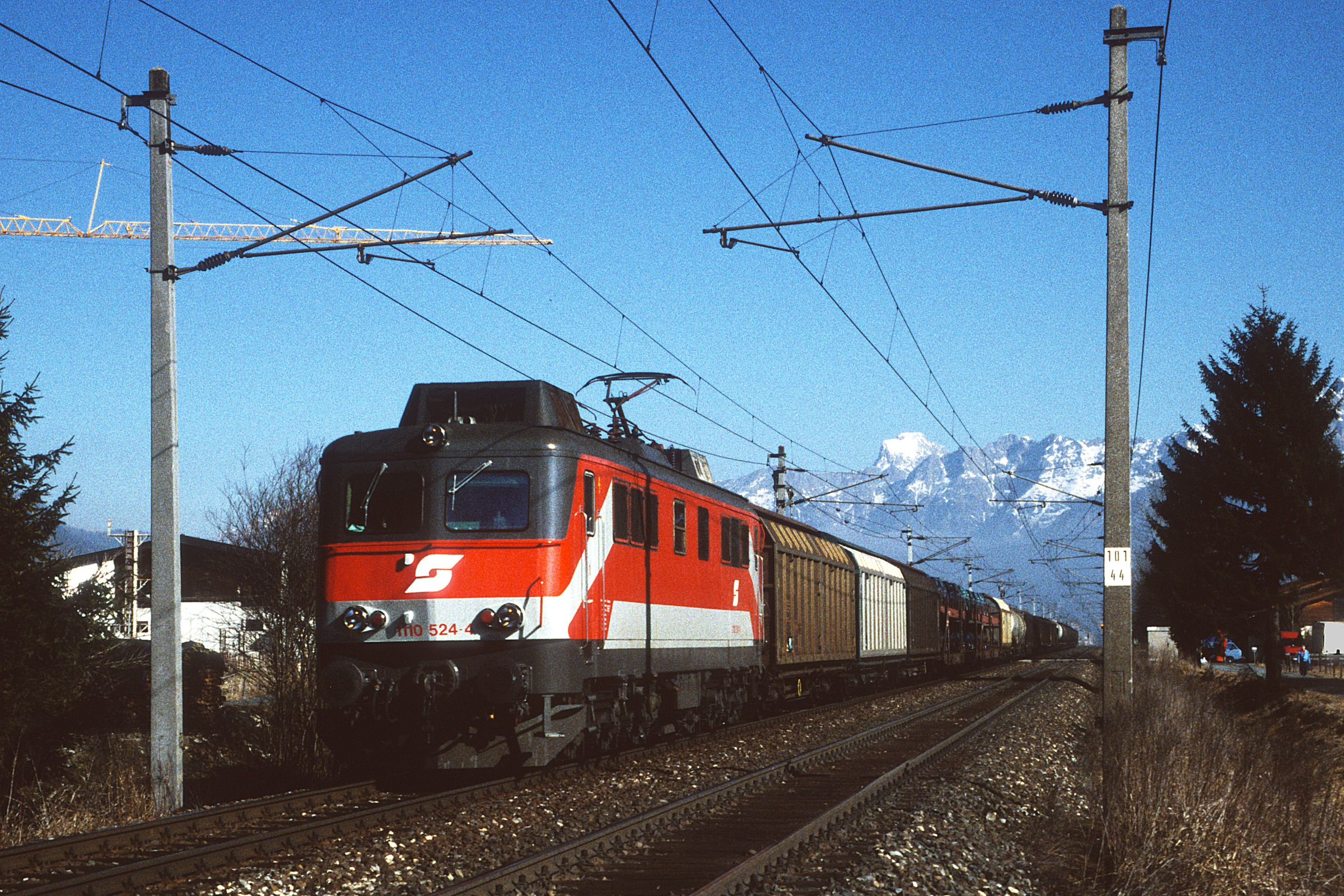
Az ÖBB 1110 524-4 pályaszámú mozdonya Zell am See közelében egy tehervonattal
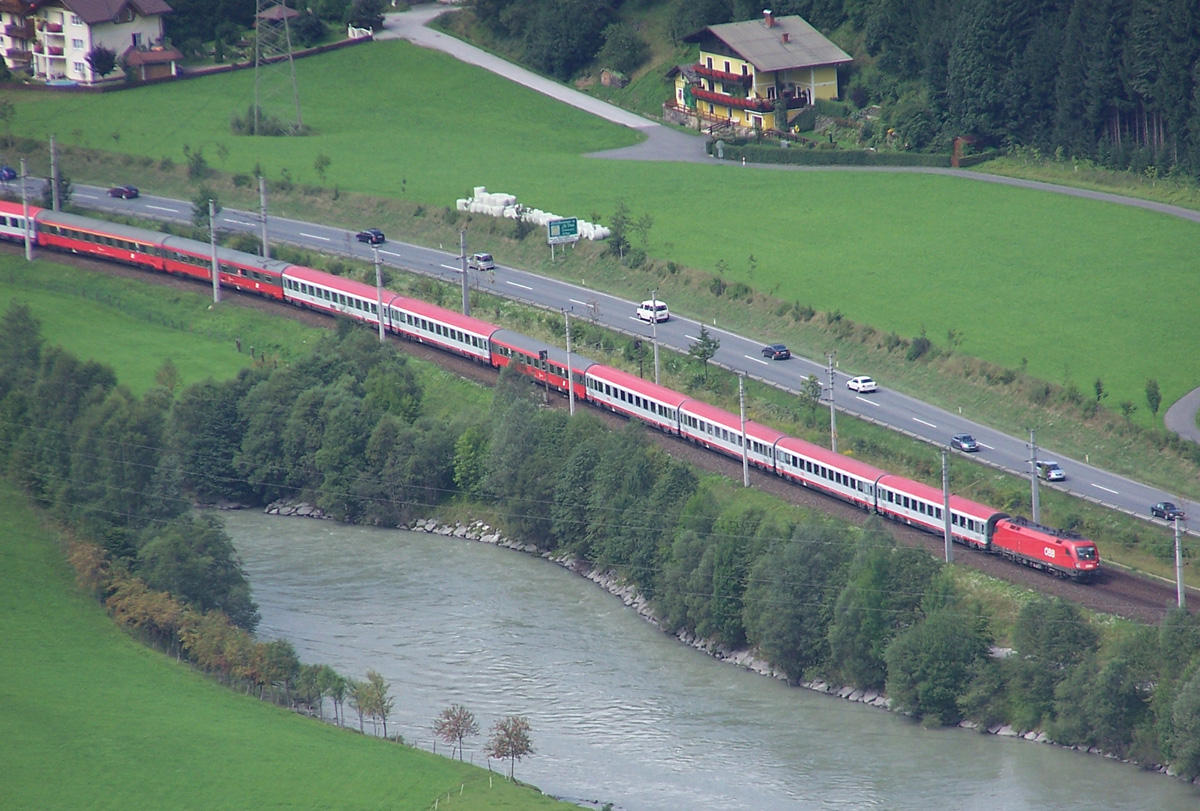
St. Johann im Pongau közelében egy ÖBB EC vonat
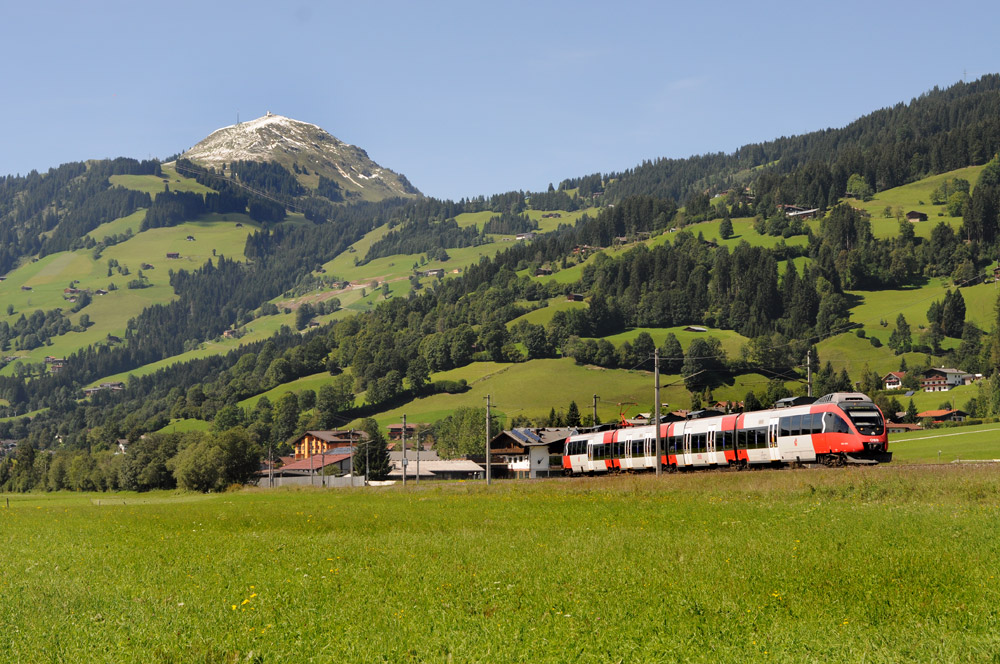
ÖBB 4024 sorozatú motorvonat
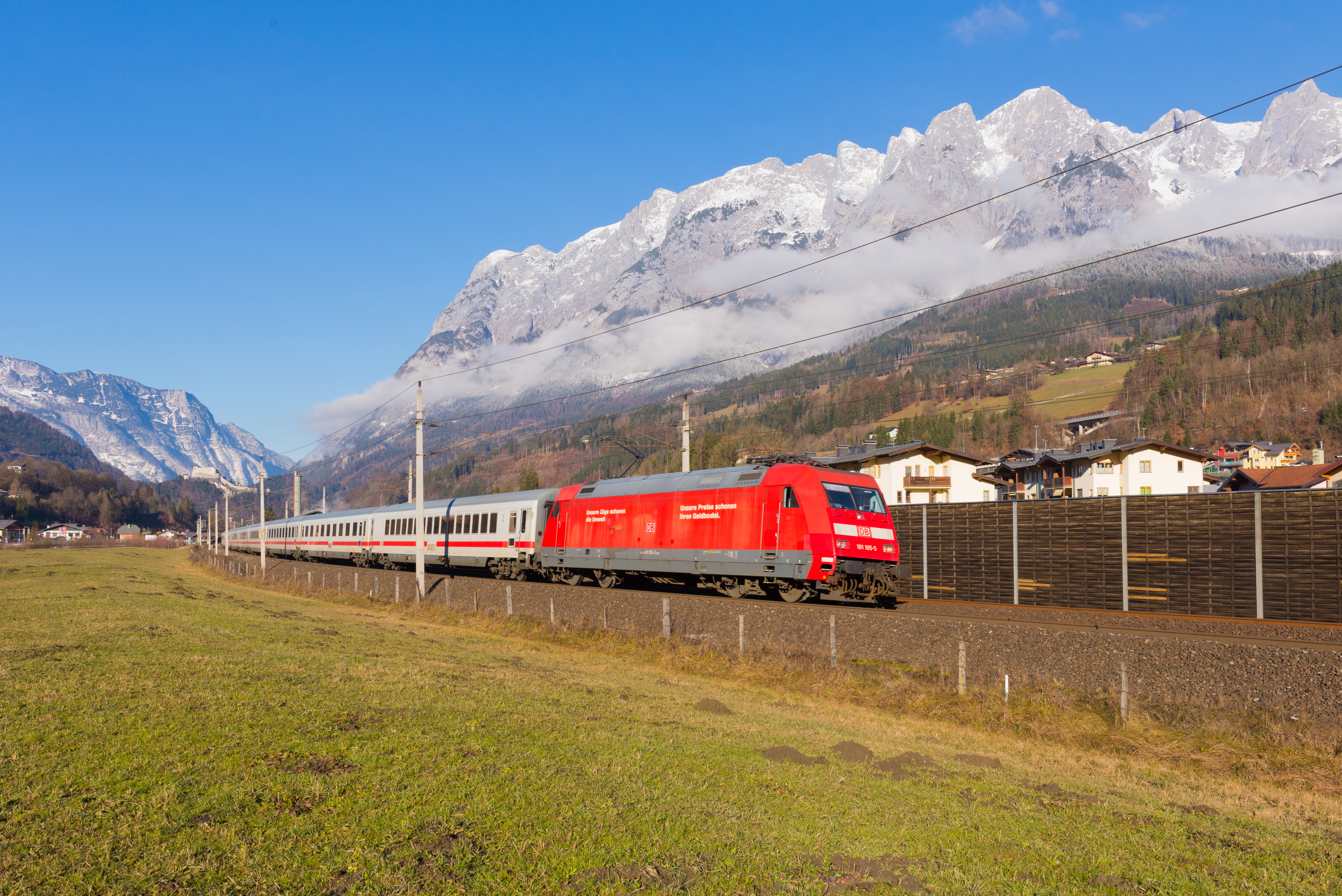
A Deutsche Bahn DB 101 sorozatú mozdonya az EC 217 élén
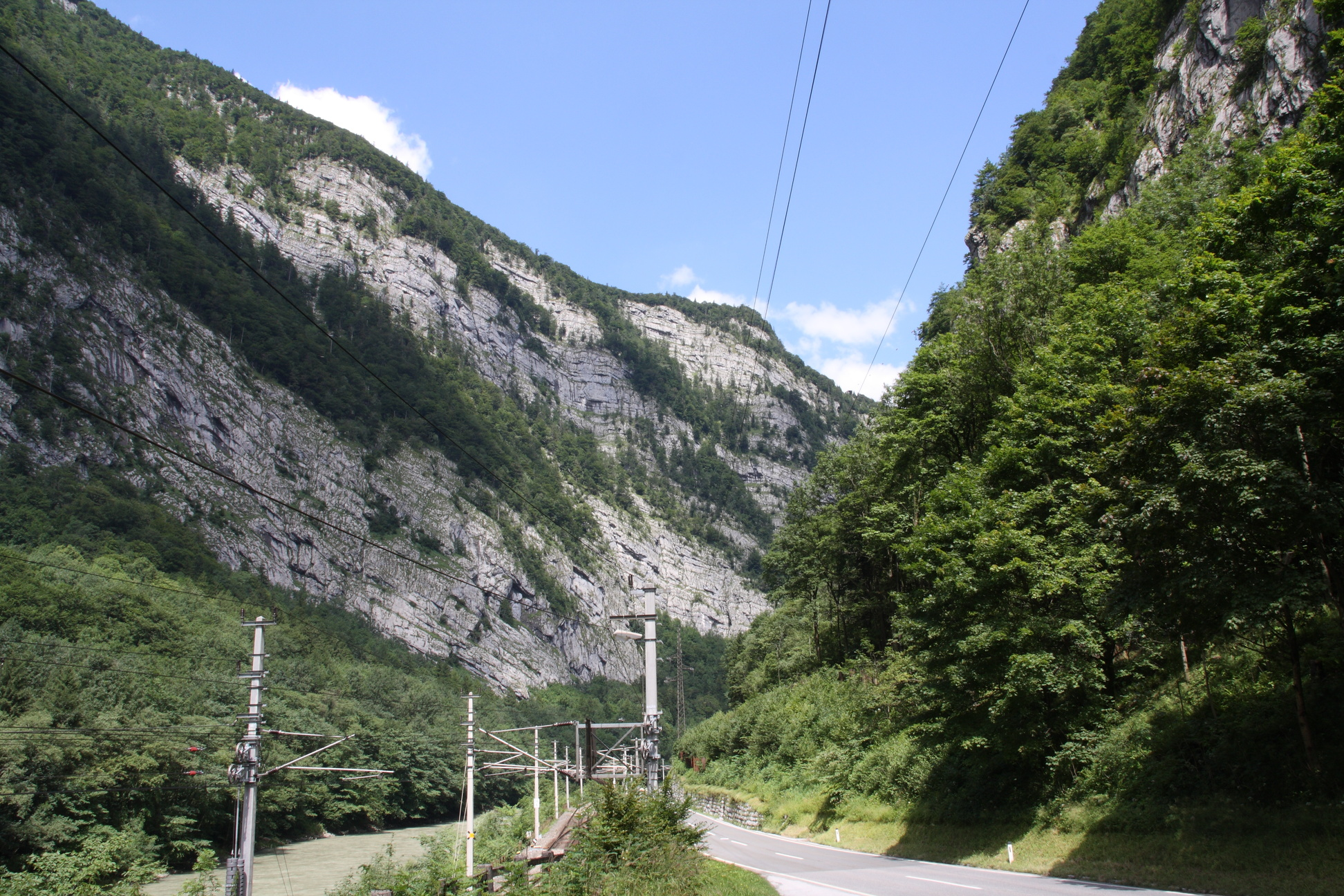
A Salzach völgyében